# Klenovac (Bosanski Petrovac, BiH)
Klenovac je naseljeno mjesto u općini Bosanski Petrovac, Federacija Bosne i Hercegovine, BiH.

## Zemljopis
Selo je sješteno uz sami put Bosanski Petrovac - Ključ, na kraju Bravskog polja. Spada u mlađa naselja. Kuće su jedna uz drugu i selo ima karakter cestovnog naselja. Nema izvora i selo je bezvodno.

## Povijest
Istočno od Kokoroš Hana a zapadno od vrela Klenovac pronađen je rimski miljokaz. Označavao je rimski put koji je iz Dalmacije išao za dolinu Sane.
Nakon potpisivanja Daytonskog mirovnog sporazuma izdvojeno je istoimeno naseljeno mjesto koje je pripalo općini Petrovac koja je ušla u sastav Republike Srpske.

## Stanovništvo

### 1991.
Nacionalni sastav stanovništva 1991. godine, bio je sljedeći:
ukupno: 229
- Srbi - 224
- Hrvati - 1
- Jugoslaveni - 1
- ostali, neopredijeljeni i nepoznato - 3

### 2013.
Nacionalni sastav stanovništva 2013. godine, bio je sljedeći:
ukupno: 73
- Srbi - 71
- Hrvati - 2